# Världsdagen för jordmån
Världsdagen för jordmån eller Markens dag (engelska: World Soil Day) är en av Förenta nationernas internationella dagar som firas 5 december varje år. Syftet med dagen är att skapa uppmärksamhet kring vikten av att bevara jordmånens biologiska mångfald och en hållbar förvaltning av jordens markresurser.

## Historia
Redan 2002 föreslog International Union of Soil Sciences (IUSS) en internationell dag för att uppmärksamma jordmånen. Tillsammans med Thailands kung Bhumibol Adulyadej, som var drivande i frågan, godkände FN:s livsmedels- och jordbruksorganisation (FAO) enhälligt vid sin konferens i juni 2013 att inrätta World Soil Day. I december samma år beslutade FN:s generalförsamling att utse 5 december 2014 som den första officiella Världsdagen för jordmån. Datumet valdes för att det var den thailändska kungens födelsedag.

## Teman
Tema för World Soil Day genom åren.
- 2014 – Where food begins
- 2015 – Healthy soils for a healthy life
- 2016 – Soils & Pulses: Symbiosis for life
- 2017 – Caring for the soils starts from the ground
- 2018 – Be the Solution to Soil Pollution
- 2019 – Stop soil erosion, Save our future
- 2020 – Keep soil alive, protect soil biodiversity
- 2021 – Halt soil salinization, boost soil productivity
- 2022 – Soil, where food begins
- 2023 – Soil and water, a source of life